# Phare de Point Montara
Le phare de Point Montara était un phare situé à Montara, sur l'approche sud de la baie de San Francisco, dans le comté de San Mateo (État de la Californie), aux États-Unis.
Ce phare est géré par la Garde côtière américaine, et les phares de l'État de Californie sont entretenues par le District 11 de la Garde côtière .
Il est inscrit au Registre national des lieux historiques depuis 1970 le 3 septembre 1991 .

## Histoire
Le phare de Point Montara a été mis en service en février 1875. Il avait à l'origine une lanterne au kérosène, mais il a été modernisé en 1912 avec une lentille de Fresnel de 4e ordre. La tour actuelle a été érigée en 1881 à Wellfleet, au Massachusetts, sous le nom de phare de Mayo Beach.
En 1925, la tour en fonte de Mayo Beach a été démontée et déplacée à Yerba Buena. Il a été de nouveau déplacé et reconstruit pour la station de Point Montara en 1928, où il se trouve aujourd'hui. L'objectif a été transféré à la San Mateo Historical Society lorsque le phare a été automatisé en 1970, et il est actuellement exposé à la bibliothèque du Collège de l'université Notre-Dame-de-Namur à Belmont, en Californie .
Le phare n'est pas ouvert au public, et il est le site d'une auberge de jeunesse parrainée par la Fédération internationale des auberges de jeunesse.
En 2001, le phare, plus précisément l'auberge, a été utilisé dans le film Bandits mettant en vedette Bruce Willis, Cate Blanchett et Billy Bob Thornton. L'emplacement a été converti en une petite auberge au bord de la route.

## Description
C'est une tour conique métallique blanche de 9 m, avec une galerie et une lanterne noire. Il émet, à une hauteur focale de 21 m au-dessus du niveau de la mer, un bref éclat blanc toutes les 5 secondes. Sa portée nominale est de 14 milles nautiques (environ 26 km).
Identifiant : ARLHS : USA-629 - Amirauté : G4010 - USCG : 6-0335.

## Caractéristique dufeu maritime
Fréquence : 5 secondes (W)
- Lumière : 0,5 seconde
- Obscurité : 4,5 secondes

|               |
| Point Montara |

|          |
| Le phare |

### Lien connexe
- Liste des phares de la Californie